# De sexton kungadömena
De sexton kungadömena eller De sexton staterna eller De sexton barbariska staterna (五胡十六国; Wǔhú Shíliùguó五胡十六国) är benämningen på tiden mellan år 304 och 439 i Kinas historia då norra Kina till stor del styrdes av icke-Hankineser såsom Di, Jie, Qiang Xianbei och Xiongnu. Dessa fem folkgrupper benämndes som Fem barbarer. Perioden överlappar delvis Jindynastin, Liu Song och De sydliga och nordliga dynastierna.
Perioden inleds 304 när Xiongnu bildade staten Tidigare Zhao, och Di bildade staten Cheng Han samma år. Epoken avslutas 439 efter att dynastin Norra Wei erövrar staten Norra Liang, vilket ledde till att norra Kina återförenades.
De sexton riken som namnet syftar på var:
- Tidigare Zhao
- Senare Zhao
- Cheng Han
- Tidigare Liang
- Senare Liang
- Norra Liang
- Västra Liang
- Södra Liang
- Tidigare Yan
- Senare Yan
- Norra Yan
- Södra Yan
- Tidigare Qin
- Senare Qin
- Västra Qin
- Xia

Även andra riken som existerade under denna period räknas till dynastin såsom:
- Dai
- Västra Yan
- Ran Wei
- Di-Wei
- Qiuchi